# La alegre divorciada
La alegre divorciada (The Gay Divorcee) es una película musical estadounidense de 1934 dirigida por Mark Sandrich y protagonizada por Fred Astaire y Ginger Rogers. Está basada en el musical Gay Divorce, escrito por Dwight Taylor, Kenneth S. Webb y Samuel Hoffenstein a partir de una obra de J. Hartley Manners. El guion de la película fue escrito por George Marion Jr., Dorothy Yost y Edward Kaufman.
El código Hays insistió en el cambio del título original The Gay Divorce (El alegre divorcio), en la creencia de que, si bien una divorciada puede ser alegre o ligera, era impropio que el divorcio en sí mismo lo fuera.
La película incluye la famosa canción The Continental, cantada por Ginger Rogers acompañada con algún comentario o diálogo de Fred Astaire, que ganó el premio Óscar a la mejor canción original, primera canción galardonada con este premio, que empezó a otorgarse en dicho año 1934.

## Argumento
Guy Holden, un famoso bailarín estadounidense, se encuentra en un club nocturno de París con su amigo, el despistado abogado inglés Egbert Fitzgerald, cuando ambos se dan cuenta de que han olvidado sus billeteras. Después de que Guy baila para el público en compensación por la cuenta y para evitar lavar los platos, Egbert descubre su billetera en un bolsillo donde no había buscado.
Viajando a Inglaterra en barco, Guy se encuentra con Mimi Glossop, cuyo vestido se ha enganchado al cerrar un baúl, y le pide a Guy que llame a un maletero para que abra el baúl y la libere. Aprovechando la situación, Guy se burla de ella e intenta liberar su vestido, pero termina rasgando la falda a la altura del muslo, lo que enfurece a Mimi. Regañado, Guy se disculpa y le da a Mimi su abrigo para que se cubra, y le pide su dirección para recuperar su abrigo, pero Mimi insiste en que lo enviará por correo a la dirección que él le proporciona.
Mimi devuelve el abrigo, pagando al mensajero para que no revele su información de contacto. Después de buscar a Mimi en Londres durante dos semanas, Guy termina chocando accidentalmente su auto por detrás en medio del tráfico. Mientras Mimi se aleja y acelera para evadirlo, él la persigue hasta el campo. Guy toma un atajo y arma un control falso, la atrapa, le ofrece un pícnic improvisado y le propone matrimonio con naturalidad. Convencida de que está loco, ella rechaza sus intentos de seducirla y rompe notas con su número de teléfono (pero se queda con una), pero él se entera de que su nombre es Mimi.
Casualmente, Mimi busca el divorcio de su esposo geólogo, Cyril Glossop, a quien no ha visto durante algún tiempo. Bajo la guía de su dominante y casada tía Hortense, consulta al torpe abogado Egbert Fitzgerald, ex prometido de su tía. Egbert organiza una noche en un hotel de Brightbourne junto al mar para que Mimi sea "sorprendida en flagrante delito" en una "relación adúltera" simulada, un propósito para el cual contrata a un co-demandado profesional, Rodolfo Tonetti. En una conversación con Guy previa no relacionada al caso, Egbert se había impresionado cuando Guy usó filosóficamente la frase, "La casualidad es el nombre que los tontos dan al destino". Sin que Guy lo sepa y sin querer ninguna conexión, Egbert le da a Mimi la frase como contraseña para identificar a su co-demandado.
Mientras acompaña a su amigo Egbert al hotel, Guy, enamorado e inconsciente, se encuentra con Mimi, que se ha encariñado con él y admite que intentó comunicarse con el número de teléfono que él le dio. Le canta "Night and Day" de Cole Porter y caen bajo un hechizo mientras bailan juntos. Queriendo impresionar a Mimi, Guy se vuelve filosófico, usando inadvertidamente la contraseña que Egbert le ha dado a Mimi para identificar al co-demandante. Horrorizada, Mimi lo confunde con el co-demandante que estaba esperando, considerándolo poco más que un gigoló.
Cuando Mimi le da a Guy el número de su habitación y le deja en claro que lo espera "a medianoche", Guy se sorprende por su actitud aparentemente descarada. Guy mantiene la "cita" en el dormitorio de Mimi, y Tonetti llega, revelando la verdad y aclarando los malentendidos. Como no confía en Tonetti a solas con Mimi, Guy insiste en quedarse, frustrando potencialmente el objetivo de un co-demandante para el caso de divorcio de Mimi. Tonetti insiste en que Mimi y Guy no frustren el plan al ser vistos juntos fuera del dormitorio. Mientras Tonetti está ocupado jugando solitario a las cartas  en otra habitación, Guy y Mimi se las ingenian para escapar y bailar toda la noche. A continuación, se presenta una elaborada secuencia de baile de 16 minutos, "The Continental" (se puede accesar la primera porción y la segunda porción por YouTube), en la que Mimi canta la introducción, otra cantante y grupos de bailarines realizan rutinas, y Guy y Mimi se unen a la escena.
Por la mañana, después de varios errores con el camarero, Guy se esconde en la habitación de al lado cuando Cyril llega a la puerta, mientras Mimi y Tonetti fingen que son amantes. Cuando Cyril no cree que Mimi se enamore de Tonetti, Guy sale y abraza a Mimi en un intento de convencer a Cyril de que él es su amante, pero sin éxito. Cyril no quiere divorciarse de una esposa rica. El camarero revela (sin querer) que Cyril es un adúltero, ya que había ido en ocasiones anteriores con otra mujer a otro hotel donde el camarero trabajaba, despejando así el camino para que Mimi obtenga el divorcio y se case con Guy.

## Reparto
- Fred Astaire ... Guy Holden
- Ginger Rogers ... Mimi
- Alice Brady ... Hortense
- Edward Everett Horton ... Egbert
- Erik Rhodes ... Tonetti
- Eric Blore ... El Mesero
- William Austin ... Cyril Glossop
- Charles Coleman ... El Valet